# Liponeura bilobata
Liponeura bilobata is een muggensoort uit de familie van de Blephariceridae. De wetenschappelijke naam van de soort is voor het eerst geldig gepubliceerd in 1869 door Loew.